# Alenia G.222
L'Alenia G.222 Panda, in precedenza Aeritalia G.222, è un bimotore a turboelica da trasporto tattico di costruzione italiana, più piccolo del Lockheed C-130 Hercules e caratterizzato da una forte vocazione tattica e STOL, cioè la capacità di operare su piste molto corte. Nel 1990 10 esemplari furono acquisiti dalla United States Air Force, acquisendo la designazione C-27A Spartan, designazione poi mutuata dalla successiva evoluzione del progetto, l'Alenia C-27J Spartan.

## Storia

### Sviluppo
Le sue origini risalgono infatti ai lavori dell'ingegner Giuseppe Gabrielli con la stretta collaborazione degli ingegneri Sacerdote e Vercelli. Giuseppe Gabrielli fu lo stesso ingegnere che disegnò il G.50, il G.55 ed il G-91, che puntava a realizzare un progetto molto ambizioso, quello di un aereo da trasporto medio-leggero con capacità STOVL (decollo corto ed atterraggio verticale); tale progetto avrebbe dovuto chiamarsi G.222 Cervino. L'iniziativa non andò in porto ed a tutt'oggi l'unico progetto di aereo da trasporto ad atterraggio verticale è il complesso convertiplano statunitense Bell Boeing V-22 Osprey.

Il prototipo del G.222.

Accantonata l'idea, si puntò ad un aereo da trasporto tattico il cui sviluppo fu molto lento, tanto che passarono circa 8 anni tra il primo volo dell'aereo e la prima consegna ad un reparto dell'Aeronautica Militare, cliente di lancio.
Primo a ricevere l'aereo fu nel 1978 il 98º Gruppo della 46ª Brigata aerea, seguito poi dal 2º Gruppo.

### Tecnica
Il G.222 è un aereo in grado di operare da piste molto corte e semipreparate, quali sono quelle in terra battuta. A titolo di esempio, a Timor Est, durante la Operation Warden, la missione ONU a supporto della forza di peacekeeping INTERFET, il G.222 fu l'unico aereo a garantire il collegamento con l'aeroporto di Dili, immerso nella foresta.
Le sue doti acrobatiche sono tali da vederlo sovente partecipare con una propria presentazione alle manifestazioni aeree internazionali, mentre le capacità STOL e la buona condotta di volo in bassa quota ne fanno un aereo molto adatto al trasporto di incursori ed alle operazioni di trasporto in teatro di guerra. A seguito di scenari operativi configuratisi in Bosnia, negli anni 1990 venne sviluppata la modifica AAA (Ammodernamento Avionico e Autoprotezione) per l'autoprotezione attiva e passiva (AECM/PECM) all’avanguardia, confluita poi nel nascente C27J.
Il vano di carico è molto razionale e permette di sfruttare al meglio lo spazio. Il G.222 può trasportare 44 passeggeri o 32 paracadutisti. L'equipaggio è costituito da 2 piloti, uno specialista ed un loadmaster addetto al carico ed al lancio dei paracadutisti.

### Impiego operativo

#### Italia

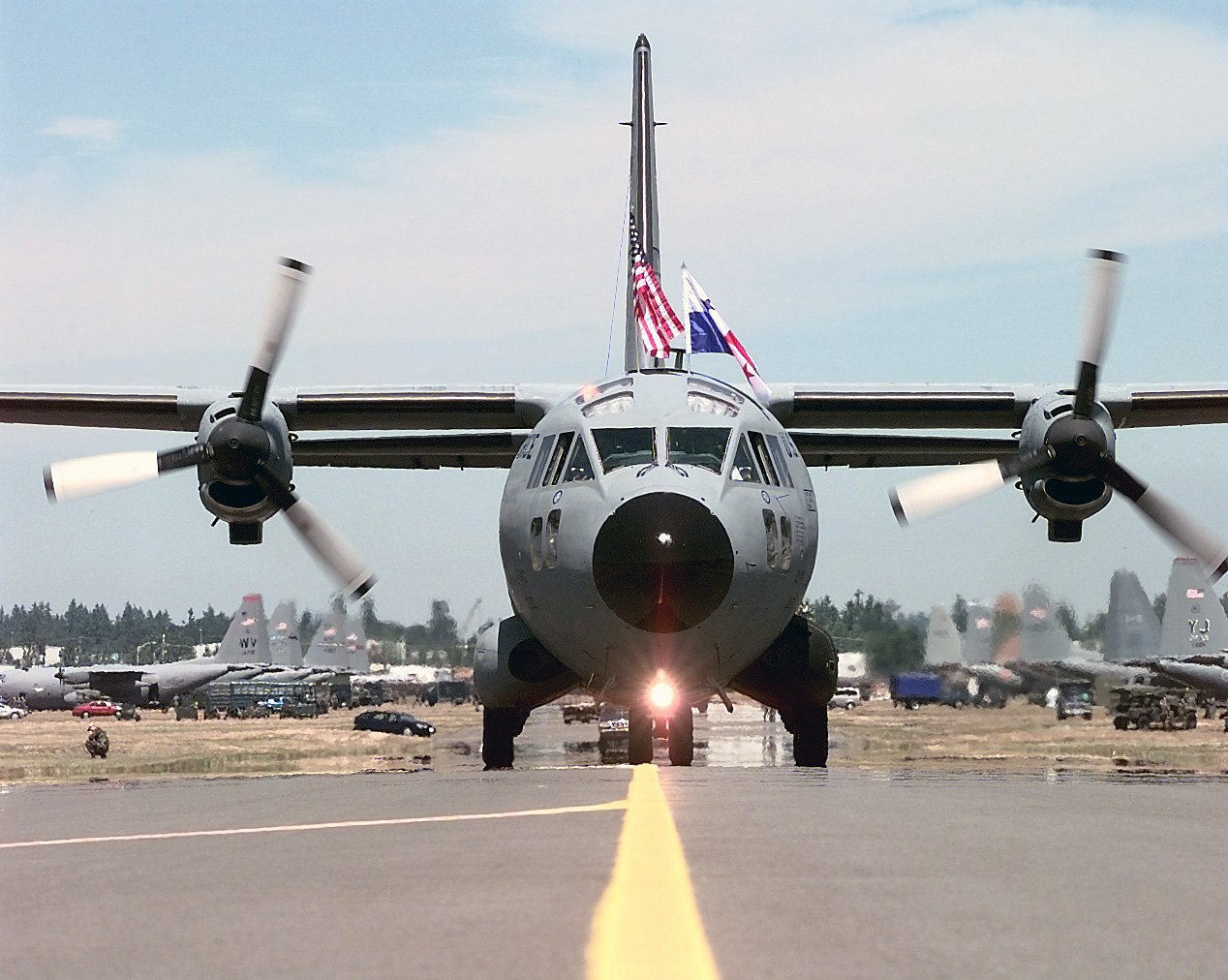
C-27A del 24th Wing dell'USAF all'Air Rodeo 98.

L'Aeronautica Militare, negli anni 1977-1979, immise in servizio i primi G-222 per la 46ª Brigata aerea, al posto dei vetusti C-119G e C-119J. Ricevette in tutto 52 aerei, inclusi 4 esemplari modificati per eseguire la calibrazione dei radio-ausili alla navigazione (G.222 RM), consegnati al 14º Stormo di Pratica di Mare nel 1984 insieme con un G.222 VS (Versione Speciale) impiegato per le missioni di intelligence elettronica (ricevuto nel 1981).
A questi reparti va aggiunto il Reparto Sperimentale di Volo, che impiegò alcuni di questi aeroplani.
Nel 1982 vennero ceduti all'Aeronautica Militare anche 5 esemplari in precedenza in carico alla Protezione Civile e modificati per la lotta aerea antincendio, equipaggiati con un serbatoio predisposto per il lancio di acqua mista a liquido ritardante.
L'attività del "Gigio" (così è stato soprannominato, affettuosamente) nel corso degli anni è stata costantemente focalizzata sugli interventi a carattere umanitario, di protezione civile e in missioni di pace fuori area. È stato, a tali propositi, utilizzato dalle strisce in terra battuta di Etiopia, Somalia ed Eritrea e nella giungla tropicale di Timor Est.
Durante le operazioni in Somalia un G-222 venne opportunamente modificato con l'aggiunta di diverse postazioni e radio supplementari per fungere da posto di comando volante.
Il 10 settembre 2005, al termine di una cerimonia presso l'aeroporto di Pisa-San Giusto, l'Aeronautica Militare Italiana ha terminato l'impiego operativo del G.222 presso la 46ª Aerobrigata. Restano operativi i due esemplari residui presso il 14º Stormo.
Il 29 settembre 2008, 18 esemplari ex Aeronautica Militare sono stati ceduti per 287 milioni di dollari all'USAF. Quest'ultima provvederà poi a fornirli alle forze aeree afghane (Afghan National Army Air Force).

##### Perdite
L'Aeronautica Militare Italiana ha subito, nel corso dell'intensa attività di volo del G.222, 5 perdite gravi, con la morte degli equipaggi:
- 10 luglio 1982, Greve in Chianti - Firenze, durante una missione antincendio;
- 29 agosto 1985, Laconi - Nuoro (ora Oristano), durante una missione antincendio;
- 21 agosto 1991, Minturno S.Maria Infante - Latina, durante un volo di addestramento a bassa quota;
- 8 gennaio 1992, Monte Javello, Montemurlo - Prato, durante un volo di addestramento a bassa quota;
- 3 settembre 1992, in Bosnia ed Erzegovina, in volo verso Sarajevo, abbattuto da un missile spalleggiabile durante un volo umanitario per l'ONU lungo un corridoio aereo considerato sicuro.

#### Afghanistan
Il servizio del velivolo in Afghanistan ha avuto un inizio molto travagliato. Per due volte, nel dicembre 2012 e nel marzo 2012, gli aerei sono stati messi a terra per problemi di sicurezza. Nel gennaio 2013 l'USAF non ha rinnovato il contratto di ricondizionamento all'Alenia per i 20 esemplari, 4 dei quali rimasero in Italia per problemi tecnici, a causa dei molteplici problemi che hanno flagellato il programma, il che ha portato l'USAF a dichiarare che Alenia non ha prodotto un numero di velivoli sufficienti a dare alla Forza Aerea Afghana sufficienti capacità operative di trasporto tattico. Gli aerei consegnati sono andati incontro al degrado e sono stati infine rottamati a metà del 2014, entro cinque anni dalla consegna dei primi esemplari all'Aeronautica Afghana. Gli ultimi quattro sono stati accantonati nella base aerea di Ramstein. Un ispettore governativo statunitense ha chiesto conto all'USAF per i 487 milioni di dollari USA spesi per il programma terminato con la rottamazione dei velivoli venduti per $26.000, in seguito all'incapacità dell'Alenia di fornire parti di ricambio nella misura necessaria a mantenere operativi i mezzi, ed un portavoce del Pentagono ha spiegato che la misura è stata presa nell'ottica di "minimizzare l'impatto dell ritiro delle forze USA dall'Afghanistan"; per gli altri quattro secondo la stessa fonte erano allo studio opzioni tra cui anche la vendita a terze parti; l'operazione, oggetto di investigazione anche da parte del Pentagono, è stata definita dalla organizzazione non governativa Project on Government Oversight "un brillante esempio dei miliardi buttati in Afghanistan"; durante il periodo tra il gennaio ed il settembre 2012, gli aerei avevano volato per 234 delle 4500 ore operative programmate. Gli aerei non erano stati accettati volentieri dalle forze aeree afghane, riluttanti ad abbandonare i loro Antonov-26 e 30 obsolescenti, e comunque non sono stati mai molto operativi, con un massimo di velivoli contemporaneamente in servizio tra i quattro e i sei; a questo proposito un rappresentante di Alenia in una intervista sul Wall Street Journal ha dichiarato che "è un po' sorprendente che questa decisione sia stata presa adesso che il piano di rimedio era stato completamente implementato. Gli aerei sono stati sostituiti con quattro Lockheed C-130H per la cui adozione l'USAF ha "spinto aggressivamente".

#### Argentina
Tre esemplari vennero acquistati dall'Ejército Argentino nel 1977; il primo esemplare, con marca AE-260, venne consegnato il 29 marzo 1977; i tre aerei vennero inquadrati nell'Escuadron de Aviacion de Apoyo General 603. Durante la guerra delle Falkland vennero rischierati a Comodoro Rivadavia per missioni di collegamento, e proprio l'esemplare con marca AE-260 venne impiegato il 29 aprile 1982 in un viaggio di rifornimento verso Port Stanley, missione solitamente svolta dai Lockheed C-130 Hercules della Fuerza Aérea Argentina. I tre mezzi, dei quali a maggio 1990 nessuno volava, sono stati radiati tutti, l'ultimo nel 2006.

#### Libia
I velivoli consegnati alla Al Quwwat al-Jawwiya al Libiyya, dotati di motori RR Tyne e classificati Fiat G-222T, sono stati in buona parte abbandonati presso la base aerea di Al Jufrah dopo la guerra civile libica e la caduta di Muʿammar Gheddafi, anche se risultano "in deposito" o senza sorte nota; i loro seriali erano 4034, 4038, 4040, 4052,4053,4054, 4056, e dal 4058 al 4068.

#### Thailandia
I sei velivoli, classificati localmente come B.L.14 e con numero di cellula dal 4107 al 4112, risultano "in deposito", quindi inattivi, a tutto ottobre 2016.

## Utilizzatori

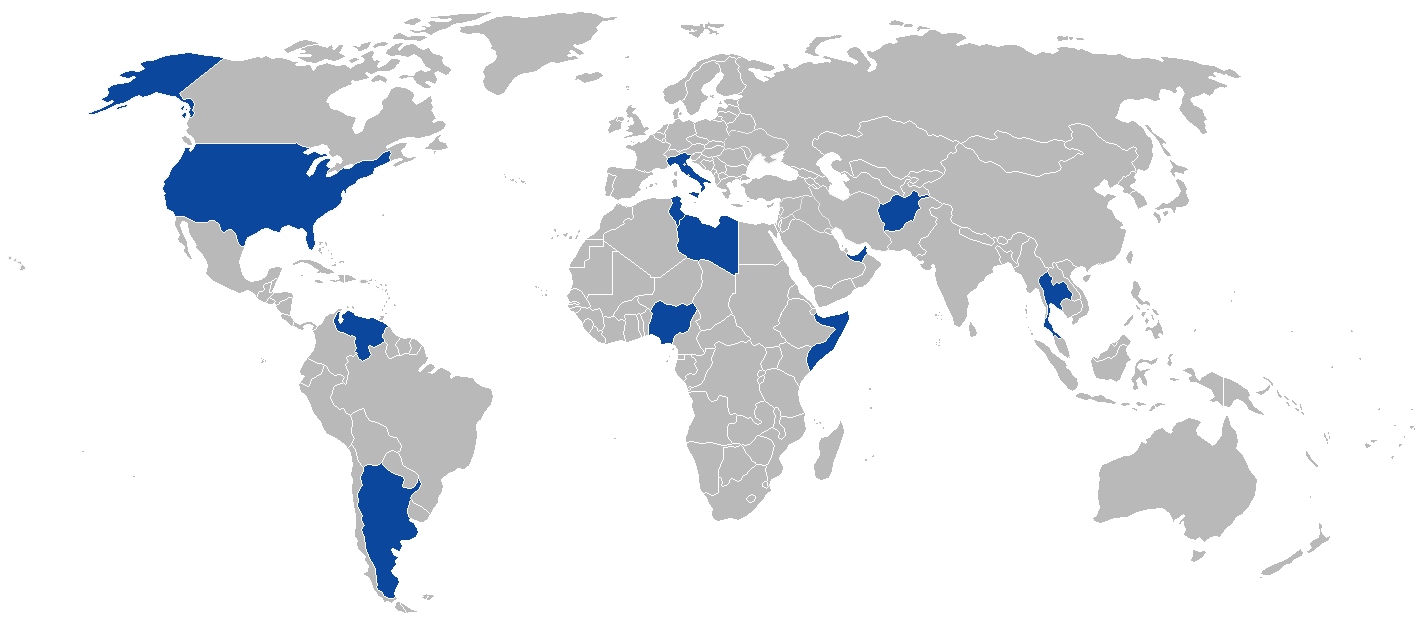
Mappa degli operatori dell'Alenia G.222

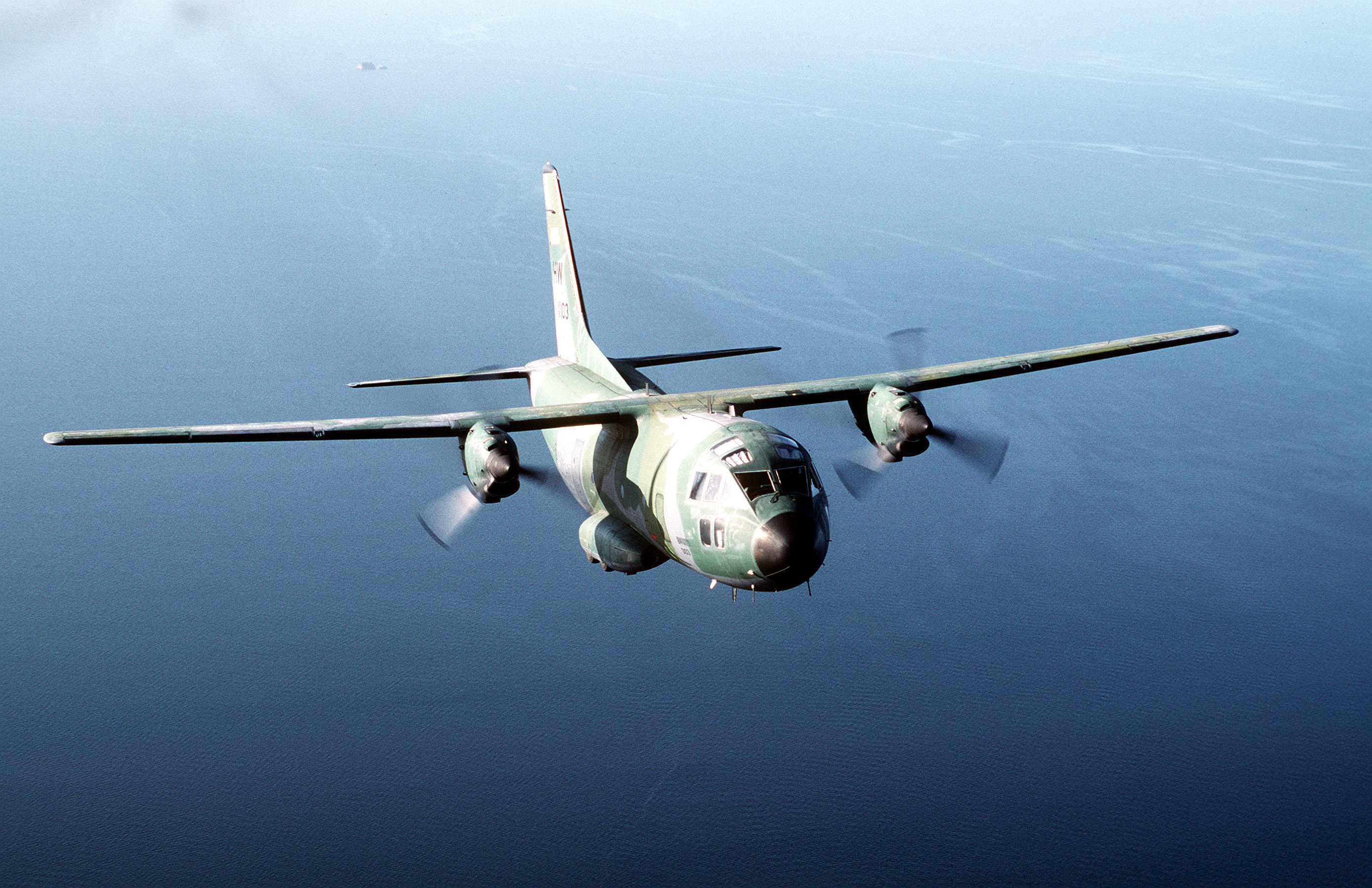
Alenia C-27A Spartan dell'United States Air Force.

Un G.222 nella "vecchia" colorazione dell Aeronautica Militare

Afghanistan
- De Afghan Hauai Quvah

consegnati 10 C-27A (ex-G.222 dell'Aeronautica Militare Italiana ricondizionati dall'Alenia Aeronautica su commessa dell'USAF, altri 6 consegnati, tutti rottamati nel 2014, gli altri 4 accantonati a Ramstein in attesa di decisione a tutto agosto 2014);
 Argentina
- Ejército Argentino

3 G.222 ordinati nel 1974, consegnati a partire dal 29 marzo 1977.
 Emirati Arabi Uniti
- Al-Imarat al-'Arabiyya al-Muttahida

1 solo esemplare
 Italia
- Aeronautica Militare

44 esemplari ordinati nel 1975, ed in servizio dal 21 aprile 1978 al 20 maggio 2007 presso il RSV, la 46ª Brigata Aerea e il 14º Stormo.
 Libia
- Al-Quwwat al-Jawwiyya al-Libiyya

20 velivoli denominati G.222L rimotorizzati con i britannici Rolls-Royce Tyne per aggirare l'embargo americano, ordinati nel 1978
 Nigeria
- Nigerian Air Force

5 G-222 consegnati nel 1984-1985, ammodernati tra il 2006 ed il 2008 con assistenza italiana comprendente anche la consegna di un sesto esemplare ex AM, di questi, solo 2 hanno ricevuto un nuovo ammodernamento nel 2013 e risultano in servizio all'ottobre 2018.
 Somalia
- Ciidamada Cirka Soomaaliyeed

2 esemplari consegnati, su 4 ordinati
 Stati Uniti
- United States Air Force

10 esemplari ordinati e consegnati tra il 1991 ed il 1992, assegnati alle forze di stanza in Panama, con denominazione C-27A.
 Thailandia
- Kongthap Akat Thai

6 esemplari ordinati nel 1995
 Tunisia
- Al-Quwwat al-Jawwiyya al-Jamahiriyya al-Tunisiyya

5 esemplari
 Venezuela
- Aviación Militar Venezolana

8 esemplari consegnati nel 1982

### Velivoli comparabili
- Antonov An-32
- Fairchild C-123 Provider